# Vilhoveț, Camenița
Vilhoveț (în ucraineană Вільховець) este un sat în comuna Kolîbaiivka din raionul Camenița, regiunea Hmelnîțkîi, Ucraina.

## Demografie
Componența lingvistică a localității Vilhoveț
     Ucraineană (98%)
     Rusă (2%)
Conform recensământului din 2001, majoritatea populației localității Vilhoveț era vorbitoare de ucraineană (98%), existând în minoritate și vorbitori de rusă (2%).